# Steinreich
Steinreich là một đô thị thuộc huyện Dahme-Spreewald, bang Brandenburg, Đức. Đô thị Steinreich có diện tích 41,71 km², dân số thời điểm 31 tháng 12 năm 2006 là 602 người.